# Saint-Thurin
Saint-Thurin är en kommun i departementet Loire i regionen Auvergne-Rhône-Alpes i centrala Frankrike. Kommunen ligger i kantonen Noirétable som tillhör arrondissementet Montbrison. År 2018 hade Saint-Thurin 188 invånare.

## Befolkningsutveckling
Antalet invånare i kommunen Saint-Thurin
| Referens: INSEE |